# 미움의 세월
"미움의 세월"는 1983년에 개봉한 대한민국의 영화이다.

## 캐스팅
- 신영일
- 안소영
- 이경실
- 김길호
- 신지은
- 이종민